# Lythe Pillay
Lythe Pillay (ur. 25 lutego 2003) – południowoafrykański lekkoatleta specjalizujący się w biegach sprinterskich.
W 2019 został mistrzem Afryki juniorów młodszych w biegu na 400 metrów. W 2021 wystąpił na igrzyskach olimpijskich w Tokio, podczas których biegł w sztafecie 4 × 400 metrów. W 2022 zdobył w Cali złoty medal mistrzostw świata do lat 20.
Reprezentant kraju na World Athletics Relays.
Rekord życiowy w biegu na 400 metrów: 44,31 (20 kwietnia 2024, Pietermaritzburg).

## Osiągnięcia
| Rok  | Impreza                               | Miejsce   | Konkurencja             | Pozycja    | Wynik           |
| ---- | ------------------------------------- | --------- | ----------------------- | ---------- | --------------- |
| 2019 | Mistrzostwa Afryki juniorów młodszych | Abidżan   | bieg na 400 metrów      | 1. miejsce | 46,26           |
| 2021 | World Athletics Relays                | Chorzów   | sztafeta 4 × 400 metrów | 5. miejsce | 3:05,76         |
| 2021 | Igrzyska olimpijskie                  | Tokio     | sztafeta 4 × 400 metrów | eliminacje | 3:01,18         |
| 2021 | Mistrzostwa świata U20                | Nairobi   | bieg na 400 metrów      | 4. miejsce | 45,53           |
| 2021 | Mistrzostwa świata U20                | Nairobi   | sztafeta mieszana       | 5. miejsce | 3:23,98         |
| 2022 | Mistrzostwa świata U20                | Cali      | bieg na 400 metrów      | 1. miejsce | 45,28           |
| 2022 | Mistrzostwa świata U20                | Cali      | sztafeta 4 × 400 metrów | 5. miejsce | 3:07,01         |
| 2023 | Mistrzostwa świata                    | Budapeszt | bieg na 400 metrów      | eliminacje | 45,58           |
| 2024 | World Athletics Relays                | Nassau    | sztafeta mieszana       | repasaże   | 3:15,96         |
| 2024 | World Athletics Relays                | Nassau    | sztafeta 4 × 400 metrów | 2. miejsce | 3:00,75         |
| 2024 | Igrzyska olimpijskie                  | Paryż     | bieg na 400 metrów      | półfinał   | 45,24           |
| 2024 | Igrzyska olimpijskie                  | Paryż     | sztafeta 4 × 400 metrów | 5. miejsce | 2:58,12         |
| 2025 | World Athletics Relays                | Kanton    | sztafeta 4 × 400 metrów | 1. miejsce | 2:57,50 (elim.) |
| 2025 | Uniwersjada                           | Bochum    | bieg na 400 metrów      | 1. miejsce | 44,84           |
| 2025 | Uniwersjada                           | Bochum    | sztafeta mieszana       | 2. miejsce | 3:16,42         |